# マネル・ケイプ
マネル・ケイプ（Manel Kape、1993年11月14日 - ）は、アンゴラの男性総合格闘家。ルアンダ州ルアンダ出身。AKAタイランド / エクストリーム・クートゥア所属。UFC世界フライ級ランキング7位。第2代RIZINバンタム級王者。

## 経歴
ボクサーだった父親の影響で、3歳の時にボクシングを始めた。
2012年5月、18歳の時にポルトガルでプロ総合格闘技デビュー

### RIZIN
2017年10月15日、RIZIN初出場となったRIZIN FIGHTING WORLD GRAND-PRIX 2017 1st ROUND -秋の陣-のバンタム級トーナメント1回戦で山本アーセンと対戦。試合開始早々に左ハイキックでダウンを奪い、わずか71秒でTKO勝ち。
2017年12月29日、RIZIN FIGHTING WORLD GRAND-PRIX 2017 2nd ROUNDのバンタム級トーナメント2回戦でイアン・マッコールと対戦。優勝候補の一角と目されていた元UFCフライ級ランカーのマッコールを膝蹴りで流血させ、ドクターストップでTKO勝ちを収める番狂わせを演じた。試合前日の公開計量では、報道陣に向けたツーショット撮影の際にマッコールの後頭部を叩いて乱闘騒ぎを起こした。
2017年12月31日、RIZIN FIGHTING WORLD GRAND-PRIX 2017 Final ROUNDのバンタム級トーナメント準決勝で堀口恭司と対戦。パンチを被弾しながらも3Rまで戦い抜いたが、肩固めで一本負け。
2018年5月6日、RIZIN.10で朝倉海と対戦し、1-2の判定負け。
2018年12月31日、RIZIN.14で佐々木憂流迦と対戦し、0-3の判定負け。
2019年8月18日、RIZIN.18で水垣偉弥と対戦し、2Rに右フックでKO勝ち。
2019年12月31日、RIZIN.20のRIZINバンタム級王座決定戦で朝倉海と再戦。1Rからスピーディーな打撃で試合のペースを掴むと、2Rに右ストレートでダウンを奪いパウンドでTKO勝ち。王座獲得に成功し、約1年半越しのリベンジを果たした。

### UFC
2020年3月31日、UFCと契約したことを発表。それに伴いRIZINバンタム級王座を返上した。
2020年12月12日、UFC 256で行われたUFC世界フライ級タイトルマッチ（デイブソン・フィゲイレード vs. ブランドン・モレノ）で、どちらかの選手が急病などで欠場した場合に代役として試合に出場するバックアップファイターを務めた。
2021年2月6日、UFC初戦となったUFC Fight Night: Overeem vs. Volkovでフライ級ランキング5位のアレッシャンドリ・パントージャと対戦し、0-3の判定負け。
2021年3月13日、UFC Fight Night: Edwards vs. Muhammadでタギル・ウランベコフの代役として大会1週間前のオファーを受けてマテウス・ニコラウと対戦し、1-2の僅差の判定負け。しかし、北米主要メディアによるメディア採点では22人の記者全員がケイプの勝利を支持し、物議を醸す判定となった。
2021年8月7日、UFC 265でオデー・オズボーンと対戦し、右飛び膝蹴りでダウンを奪いパウンドで1RKO勝ち。UFC初勝利を飾った。なお、この試合はケイプがフライ級リミットから3ポンド（1.36 kg）体重超過したためファイトマネーの20%をオズボーンに支払い、キャッチウェイトで行われた。
2022年4月23日、UFC Fight Night: Lemos vs. Andradeでフライ級ランキング12位のス・ムダルジと対戦予定であったが、USADA（米国アンチドーピング機関）が実施した薬物検査で、ケイプからデヒドロクロロメチルテストステロン（DHCMT、トゥリナボル）の長期代謝物であるM3が検出されたことで、試合の開催地であるネバダ州のネバダ州アスレチック・コミッションがケイプを欠場させた。しかし、USADAはケイプから検出されたM3の量が、USADAが規定に定める1ミリリットルあたり100ピコグラムのしきい値以下の17ピコグラムであったため、ケイプに処分を科さず、ネバダ州アスレチック・コミッションはM3に関してのしきい値を設定していないため、それぞれ個別のケースバイケースの対応だが、ケイプに資格停止などの処分は科さず監視対象とし、6か月間に抜き打ちの薬物検査を2回受け、M3の検出量がUSADAが定めるしきい値と同じ1ミリリットルあたり100ピコグラム以下であれば試合出場を許可するとした（2023年11月にネバダ州アスレチック・コミッションも同様のしきい値を制定した）。このためUFCは2022年6月12日開催のUFC 275でホジェリオ・ボントリンとの試合を組むが、ボントリンが減量中に腎臓に問題が起こり病院に入院したため、試合の前日に中止になった。
2022年12月17日、UFC Fight Night: Cannonier vs. Stricklandでフライ級ランキング9位のダビッド・ドボジャークと対戦し、3-0の判定勝ち。
2023年9月10日、UFC 293でフェリペ・ドス・サントスと対戦し、終始激しい打ち合いを繰り広げ3-0の判定勝ち。ファイト・オブ・ザ・ナイトを受賞した。
2024年1月13日、UFC Fight Night: Ankalaev vs. Walker 2でマテウス・ニコラウと再戦予定だったが、前日計量でケイプがフライ級リミットから3.5ポンド（1.58 kg）オーバーしたため、試合は中止となった。
2024年7月27日、UFC 304でフライ級ランキング6位のムハンマド・モカエフと対戦し、0-3の判定負け。
2024年12月14日、UFC on ESPN: Covington vs. Buckleyでフライ級ランキング12位のブルーノ・シウバと対戦し、3Rにスタンドパンチ連打から右肘打ちでTKO勝ち。
2025年3月1日、UFC Fight Night: Kape vs. Almabayevでフライ級ランキング8位のアスー・アルマバイエフと対戦し、スタンドパンチ連打で3RTKO勝ち。パフォーマンス・オブ・ザ・ナイトを受賞した。

## 人物・エピソード
- アンゴラ系ポルトガル人初のUFC選手[32]。
- 実弟のフランシスコ・ゴメスはプロボクサー[33][34]。

## 戦績
| 総合格闘技 戦績 | 総合格闘技 戦績 | 総合格闘技 戦績 | 総合格闘技 戦績 | 総合格闘技 戦績 | 総合格闘技 戦績 | 総合格闘技 戦績 |
| --------------- | --------------- | --------------- | --------------- | --------------- | --------------- | --------------- |
| 28 試合         | (T)KO           | 一本            | 判定            | その他          | 引き分け        | 無効試合        |
| 21 勝           | 13              | 5               | 3               | 0               | 0               | 0               |
| 7 敗            | 0               | 2               | 5               | 0               | 0               | 0               |

| 勝敗 | 対戦相手                               | 試合結果                             | 大会名                                                                                       | 開催年月日     |
| ○    | アスー・アルマバイエフ                 | 3R 2:16 TKO（スタンドパンチ連打）    | UFC Fight Night: Kape vs. Almabayev                                                          | 2025年3月1日   |
| ○    | ブルーノ・シウバ                       | 3R 1:57 TKO（右肘打ち）              | UFC on ESPN 63: Covington vs. Buckley                                                        | 2024年12月14日 |
| ×    | ムハンマド・モカエフ                   | 5分3R終了 判定0-3                    | UFC 304: Edwards vs. Muhammad 2                                                              | 2024年7月27日  |
| ○    | フェリペ・ドス・サントス               | 5分3R終了 判定3-0                    | UFC 293: Adesanya vs. Strickland                                                             | 2023年9月10日  |
| ○    | ダビッド・ドボジャーク                 | 5分3R終了 判定3-0                    | UFC Fight Night: Cannonier vs. Strickland                                                    | 2022年12月17日 |
| ○    | ジャルガス・ジュマグロフ               | 1R 4:02 TKO（スタンドパンチ連打）    | UFC on ESPN 31: Font vs. Aldo                                                                | 2021年12月4日  |
| ○    | オデー・オズボーン                     | 1R 4:44 KO（右跳び膝蹴り→パウンド）  | UFC 265: Lewis vs. Gane                                                                      | 2021年8月7日   |
| ×    | マテウス・ニコラウ                     | 5分3R終了 判定1-2                    | UFC Fight Night: Edwards vs. Muhammad                                                        | 2021年3月13日  |
| ×    | アレッシャンドリ・パントージャ         | 5分3R終了 判定0-3                    | UFC Fight Night: Overeem vs. Volkov                                                          | 2021年2月6日   |
| ○    | 朝倉海                                 | 2R 0:38 TKO（パウンド）              | RIZIN.20 【RIZINバンタム級王座決定戦】                                                       | 2019年12月31日 |
| ○    | 水垣偉弥                               | 2R 1:36 KO（右フック）               | RIZIN.18                                                                                     | 2019年8月18日  |
| ○    | 伊藤盛一郎                             | 2R 3:59 TKO（左ボディブロー）        | RIZIN.15                                                                                     | 2019年4月21日  |
| ×    | 佐々木憂流迦                           | 5分3R終了 判定0-3                    | RIZIN.14                                                                                     | 2018年12月31日 |
| ○    | 中村優作                               | 3R 4:27 リアネイキッドチョーク       | RIZIN.13                                                                                     | 2018年9月30日  |
| ×    | 朝倉海                                 | 5分3R終了 判定1-2                    | RIZIN.10                                                                                     | 2018年5月6日   |
| ×    | 堀口恭司                               | 3R 4:27 肩固め                       | RIZIN FIGHTING WORLD GRAND-PRIX 2017 Final ROUND 【RIZINバンタム級トーナメント準決勝】       | 2017年12月31日 |
| ○    | イアン・マッコール                     | 1R 1:46 TKO（ドクターストップ）      | RIZIN FIGHTING WORLD GRAND-PRIX 2017 2nd ROUND 【RIZINバンタム級トーナメント2回戦】          | 2017年12月29日 |
| ○    | 山本アーセン                           | 1R 1:11 TKO（左ハイキック→パウンド） | RIZIN FIGHTING WORLD GRAND-PRIX 2017 1st ROUND -秋の陣- 【RIZINバンタム級トーナメント1回戦】 | 2017年10月15日 |
| ○    | フランシスコ・ハビエル・アスプリージャ | 3R TKO（スタンドパンチ連打）         | International Pro Combat 7                                                                   | 2015年4月27日  |
| ○    | アントワーヌ・ガッリナーロ             | 4R 2:26 腕ひしぎ十字固め             | Knock Out Championship 8                                                                     | 2015年4月18日  |
| ○    | ミゲル・バルベルデ                     | 3R リアネイキッドチョーク            | Invictus Pro MMA League 2                                                                    | 2014年12月19日 |
| ○    | ダニエル・バーレズ                     | 1R 3:25 腕ひしぎ十字固め             | Ansgar Fighting League 2                                                                     | 2014年11月29日 |
| ○    | ヒシャム・ラシッド                     | 1R 2:42 KO（ボディへの飛び膝蹴り）   | Invictus Pro MMA League 1                                                                    | 2014年7月27日  |
| ×    | ソクサバン・カンパサス                 | 3R 3:27 リアネイキッドチョーク       | Knock Out Championship 7                                                                     | 2014年4月5日   |
| ○    | マルコ・サントス                       | 5分3R終了 判定3-0                    | Cage Fighters 3                                                                              | 2013年7月28日  |
| ○    | リカルド・テイシェイラ                 | 1R 2:38 リアネイキッドチョーク       | Cage Fighters Challengers Norte 2                                                            | 2013年2月3日   |
| ○    | レナト・フェレイラ                     | 1R 0:45 TKO（左ハイキック→パウンド） | Cage Fighters Challengers Norte 1                                                            | 2012年11月4日  |
| ○    | アルトゥール・ゴメス                   | 1R 4:27 TKO（スタンドパンチ連打）    | Cage Fighters 2                                                                              | 2012年5月13日  |

## 獲得タイトル
- 第2代RIZINバンタム級王座（2019年）
- KOCバンタム級王座

## 表彰
- UFC ファイト・オブ・ザ・ナイト（1回）
- UFC パフォーマンス・オブ・ザ・ナイト（1回）